# 潮文社
株式会社潮文社（ちょうぶんしゃ）は、かつて東京都新宿区にあった出版社。代表的書籍としては、『山頭火著作集』『シルバー・バーチの霊訓』『心に残るとっておきの話』などがある。

## 概要
小島正と小島米雄の兄弟が1956年（昭和31年）に創業。1966年（昭和41年）10月12日、株式会社となる。半世紀以上にわたり、兄 小島正が社長で編集部門の担当、弟の小島米雄が専務で経理と営業部門の担当であった。出版内容の方向性は小島正の主導によるものであったが、共同経営者としての小島米雄の存在によって、二人三脚で経営していたと言える。なお、国会図書館のデータなどによると、京都府に同名の潮文社があったため、1959年（昭和34年）頃、一時「東京潮文社」と称していた時期がある。
書籍の奥付に表記される発行人としては、創業当時は初代社長の小島正の名を出していたが、1959年（昭和34年）以降、その専務時代から小島米雄の名を出していた。これは小島正が社長であると同時に著者でもあったからである。
1972年（昭和47年）には、社外からの出版活動参画のための「編集嘱託」制度を始めた。新たな著者開拓のために原稿募集もしたが、自費出版のための業務はしなかった。所在地は3回移転したが、すべて東京都新宿区にあった。1980年代には労働争議があった。
2011年（平成23年）、小島正亡き後、小島米雄が2代目社長となった。その後新刊は出さず、既刊書籍の増刷と在庫書籍の販売によって営業を続けた。創業より61年の後、2017年（平成29年）7月1日、任意解散により自主廃業。

## 代表的出版物と方針
三つの作品群を中心に解説

### 編集部の方針と潮文社新書
編集部は企画・編集を進めるうえで、固定化された常識などに囚われずに世の中や生き方を考えていこうという姿勢を重要視していた。一般教養書の出版社として文系の様々な分野に関わる書籍を出した。政治・経済・社会分野の他、健康に関する書籍も多数あるが、生き方を真摯に考えることに繋がる、人生・宗教・文化に関する書籍には力を入れていた。

新書判のシリーズとしては、「潮文社新書」シリーズと「潮文社リヴ」シリーズがあった。「潮文社新書」シリーズは、「現代人の詩と叡智」をキャッチフレーズとして真摯に人生と向き合う本が多かった。一方、「潮文社リヴ」シリーズでは気軽に読める実用書などを扱った。このシリーズでは様々な健康書も扱った。潮文社の初期に出されたハードカバーの書籍で、後に「潮文社新書」シリーズに組み込まれるものも多かったが、『山頭火著作集』の場合は、一般読者が気軽に手に取れるように最初から「潮文社新書」として出された。

### 『山頭火著作集』
潮文社の功績として先ず挙げられるのは、俳人の種田山頭火（たねださんとうか）を世に広く認知させたことである。後にその句は小中学校の教科書にまで登場するようになるが、かつては五・七・五の定型や季語にとらわれない自由律の俳人・山頭火の名は、限られた俳句の世界やゆかりのある地域以外ではほとんど知られていなかった。一般の読者に向けての紹介に力を注ぎ 、山頭火ブームの原動力となった。

『山頭火著作集』が生まれるきっかけとなったのは、上田都史の『俳人山頭火』であった。山頭火の俳句と彼の生きざまが、編集者であると同時に生き方の探究者としての小島正社長を動かし、出版となった。一方、山頭火の原稿を保存していた大山澄太は、山頭火が一般にはほとんど無名だったため、複数の出版社から出版を断られていた。上田都史の紹介により、大山澄太が持つ山頭火の原稿を順次出版することになったのである。

### 宗教書・スピリチュアリズム関係書
宗教関連の本は多かった。しかし潮文社としては、一宗一派にこだわったり、それらを押し付けるのではなく、読者自身が考えるための手助けをさせてもらう、という姿勢であった。小島正自身が仏教的世界観をベースに持っていたこともあり、仏教、特に禅関係の本は多かったが、キリスト教系や神道系の本も何冊も出している。
また、メジャーではない宗教または宗教的思想についても、小島正や編集部がその時点における紹介意義があると判断した場合、書籍にしていた。潮文社によって紹介された宗教家や思想家の中には、後に方向性や表現内容において潮文社側の思いとの違いが顕在化し出したケースもあった。
近藤千雄や浅野和三郎などによるスピリチュアリズムの書籍にも力を入れた。潮文社のスピリチュアリズム関係の書籍に挿入されていた目録には、「人間的霊性の開花のために」と書かれていた。モーリス・バーバネルを介して得られたシルバーバーチ による霊訓は、世界三大霊訓の一つとされる。近藤千雄によるその翻訳『シルバー・バーチの霊訓』シリーズ12冊は、日本にけるスピリチュアリズム関連書籍の中での金字塔と言える。このシリーズは、多くの思想家や宗教家を含む様々な立場の人たちから、宗教・宗派などの枠を越えて、人生哲学として、また精神世界の道しるべとしても支持され続けている。『シルバー・バーチの霊訓』の翻訳出版により、特に日本においては、スピリチュアリズム系の執筆者や彼らの書籍を出版する他の出版社にも大きな影響を与えた。
「（公財）日本心霊科学協会」による『シルバー・バーチの霊訓』と潮文社についての解説がある。

### 『心に残るとっておきの話』
『心に残るとっておきの話』は 一般人から募集した忘れられない感動的な実話をまとめたもので、シリーズ累計で140万部を越えるベストセラーとなった。身分や立場を越えて人々の素直な心情や感動を集めた和歌集の『万葉集』に思いを馳せ、最初「平成・煌めく人間万葉集」を帯や広告などでのキャッチフレーズとしていたが、第4集以降サブタイトルとした。この本の出版は、発行の30年以上も前から小島正が温めていた企画であった。このヒットによって、以後多くの雑誌の記事やテレビ番組などで、タイトルの一部に「心に残る」「心に染みる」や「とっておきの」という言葉をつけることが多くなったと言われる。

## 理念と実践
潮文社の経営や出版内容については、その社是の意味するところが非常に重要である。小島正の出版社の社長としての思いは、潮文社の社是であると同時にキャッチフレーズでもあった「時代と共に時代を超えて」という言葉に凝縮されていると言える。小島正は、「会社と共に会社を超えて」のように、「時代」という言葉を「会社」「自分」「常識」「利益」「信条」「理想」など別の言葉にも置きかえてみるとよいと語っていた。この社是は「言葉をかえて言えば、自らの思想も信条も超えること、利害や好悪、そして正邪をさえ超えた全人間的次元に立つものでありたいということである」 と述べている。
もともと小島正は自らの生き方や経営のあり方として「誠実でありたい」という強い思いを持っていたが、この誠実さの追求から生まれた社是であった。「この社是は詮ずるところお互いに人間として誠実に生きるということに尽きる」と言っている。
また、「社是は、人間関係の面から言えば、人を手段として見ず、目的としてみる、人間の尊厳の自覚と実践を目指す、ということでもある」とも言っていた。　この潮文社の理念が観念だけのものではなく実践を目指すものであったため、社員の中には最初この理念や小島正の考え方に漠然と観念的には共感しながらも、現実的にはついて行けなくなり、逆に社長や会社に対して反発を感じるようになった社員もいたという。
社是に込めた思いは、労働争議における会社側の考え方にも表れることになる。

## 労働争議
1980年代の前半から中頃にかけて、従業員の賃金の支払いなどに関する労使の認識の違いによって労働争議があった。賃金などの支払いについては専務の担当であったが、他社の労働組合員が多数参加する団体交渉（団交）では、小島正は社長として前面に立っていた。しかし、団体交渉において、（ [理念と実践] の項で）前述した「誠実さ」そのものに対する強い思いや「道義を重んじ」「筋を通す」という思いを、同じ土俵の上で労働組合側と共有することはできなかった。会社側としては組合側の要求にそのまま応えることが誠実であるとは考えなかった。組合側が求める「誠意」と会社側が考える「誠実」がかみ合わなかったのである。
会社側は業績が悪化している状況下で組合側から経理資料を求められたが、会社側と組合側とのやり取りによって影響を受ける直接間接の関係者や関係会社の立場へも極力配慮し、会社側の大局的判断として、資料は提示しなかった。東京都労働委員会及び中央労働委員会は、社長の側の思いとは逆に、「不誠実団交」や賃上げを行わなかったこと等により会社側に不当労働行為があったとした。東京地方裁判所はこれを支持し、会社側は最終的に最高裁判所まで上告したが、棄却された。 

## 出版物の発行年
本ページに登場した書籍とその関連書籍
- 『山頭火著作集』

- 『俳人山頭火』上田都史著　1967年
- 『漂泊の俳人 山頭火の手記』　種田山頭火著　大山澄太編　1968年
- 『あの山越えて』　種田山頭火著　大山澄太編　1969年
- 『愚を守る』　種田山頭火著　大山澄太編　1971年
- 『草木塔（山頭火俳句集）』　種田山頭火著　1971年　

初期の新書判の山頭火著作集は上記の5冊であった。1972年に出された四六判ハードカバー（愛蔵版）では、『あの山越えて』を『山頭火著作集I』、『漂泊の俳人 山頭火の手記』を『この道をゆく』と改題して『山頭火著作集II』、『愚を守る』を『山頭火著作集III』、『草木塔』のサブタイトルを「自選句集」に変えて『山頭火著作集IV』とした。

その後、新装版の新書、さらには、ソフトカバーのB6判も出された。
著作集とは別に、山頭火については以下のものがある。
『山頭火を語る』荻原井泉水・伊藤完吾・共編　1972年
『山頭火の秀句（果てもない旅から）』上田都史著　1977年
『山頭火慕情』小玉石水著　1991年
- 『シルバー・バーチの霊訓』（一） - （十二）

1985年 - 1988年。2004年以降新装版が出された。
シルバーバーチ関連の書籍としては、他に以下のものがある。
『シルバー・バーチ霊言集（二十一世紀のためのバイブル）』　桑原啓善訳　1984年
『古代霊は語る（シルバー・バーチの霊訓より）』　近藤千雄訳編　1984年
- 『心に残るとっておきの話』

四六判ハードカバー第1集 - 第9集　1993年 - 2002年
その後、各集のエピソードの組み合わせを変えて、B6普及版が出された。
B6普及版第1集 - 第12集　2001年 - 2006年